# 原小雪
原 小雪（はら こゆき、1984年12月21日 - ）は、日本のAV女優。

## 略歴
2008年11月に『Fcup91cm 美乳アジアンビューティー AVデビュー』（MOODYZ）でAVデビュー。

## 出演作品

### アダルトビデオ
2008年
- Fcup91cm 美乳アジアンビューティー AVデビュー（11月13日、MOODYZ）
- 淫らな女教師（12月13日、MOODYZ）

2009年
- 極太FUCK（1月13日、MOODYZ）
- 淫らな美尻（2月13日、MOODYZ）
- 鬼イカセ絶頂潮吹きFUCK（3月13日、MOODYZ）
- 「犯されたい…」と願望する若妻 妄想 FILE 002（4月15日、光夜蝶）
- 若妻の匂い 8 旦那の前では妻として 今、この瞬間は女として…（5月17日、光夜蝶）
- 奴隷色のステージ 5（6月7日、アタッカーズ）)共演:水沢真樹、辻本りょう
- 悶絶する妻のエロい唇（6月18日、タカラ映像）
- 丸の内中出しオフィス・レディー 1（7月17日、S級素人）
- もしもHな事ができちゃう携帯電話をゲットできたら… 病院院長編（7月24日、BAZOOKA）他出演:吉沢みなみ、あすかみみ、諸星セイラ、安堂エリカ
- Tokyo 素人女子大生4時間 01（8月17日、BAZOOKA）オムニバス作品 他出演:鷹宮りょう、向井ゆうき、今井なつみ、早乙女美奈子、矢沢るい、あすかみみ、吉沢みなみ、安堂エリカ、諸星セイラ
- ピタパンOLしか見たくない! 4時間（8月21日、TMA）他出演:石川鈴華、市川よしの、一ノ瀬あきら、木の実リサ、南しずか、諸星セイラ、蓮美
- Cat Suit MANIAX （10月2日、TMA）オムニバス作品 他出演:石川鈴華、市川よしの、木の実リサ、諸星セイラ、蓮美
- 義姉家庭教師 （10月7日、マドンナ）
- 友人の妻はドスケベ家庭教師 （11月1日、ヴィーナス）